# مويزي نغانغورا
مويزي نغانغورا (مواليد 7 أكتوبر 1950) (بالفرنسية: Mwezé Ngangura)‏ هو مخرج أفلام من جمهورية الكونغو الديمقراطية.

## مسيرته
ولد مويزي نغانغورا في بوكافو، بجمهورية الكونغو الديمقراطية في 7 أكتوبر 1950. في سن العشرين حصل على منحة دراسية للذهاب إلى بلجيكا والدراسة في معهد فنون النشر، وتخرج عام 1975. عندما كان طالباً أخرج فيلمين قصيرين. عاد إلى زائير في عام 1976 وأصبح محاضرًا في ثلاث كليات في كينشاسا، هي: المعهد الوطني للفنون (INA)، ومعهد العلوم وتكنولوجيا المعلومات (ISTI)، واستوديو- مدرسة صوت زائير (SEVOZA).
لمدة عشر سنوات، صنع نغانغورا أفلامًا وثائقية تلفزيونية في زائير. قدم فيلمه الوثائقي الأول (Cheri Samba) عام 1980.
في عام 1998، أخرج وثائق الهوية، وهو فيلم روائي تم تصويره في بروكسل والكاميرون، وحصل على جائزة الجمهور في المهرجان الثامن للسينما الأفريقية في ميلانو في عام 1998، والجائزة الكبرى في المهرجان الأفريقي للسينما والتلفزيون في واغادوغو سنة 1999.

## أعماله
| السنة | العنوان                                                                     | ملاحظات                             |
| ----- | --------------------------------------------------------------------------- | ----------------------------------- |
| 1973  | Tamtam-Electronique                                                         | 25 دقيقة                            |
| 1975  | Rhythm and Blood                                                            | 20 دقيقة                            |
| 1980  | Chéri-Samba                                                                 | 26 دقيقة                            |
| 1983  | Kin-Kiesse                                                                  | 26 دقيقة                            |
| 1987  | La vie est belle                                                            | 80 دقيقة. إخراج مشترك مع بينوا لامي |
| 1992  | Changa-Changa, Rythmes en noirs et blancs                                   | 60 دقيقة                            |
| 1994  | Le Roi, la vache et le bananier,Chronique d'un retour au royaume de Ngweshe | 60 دقيقة                            |
| 1995  | Lettre à Makura : les derniers Bruxellois                                   | 26 دقيقة                            |
| 1997  | Le général Tombeur                                                          | 26 دقيقة                            |
| 1998  | وثائق الهوية                                                                | 90 دقيقة ( [وصلة مكسورة] )          |
| 2001  | Au nom de mon père                                                          | 50 دقيقة فيلم وثائقي                |
| 2005  | Les Habits neufs du gouverneur                                              | ( [وصلة مكسورة] )                   |
| 2010  | Tu n'as encore rien vu de kinshasa                                          |                                     |

## روابط خارجية
- مويزي نغانغورا على موقع IMDb (الإنجليزية)
- مويزي نغانغورا على موقع ألو سيني (الفرنسية)
- مويزي نغانغورا على موقع أول موفي (الإنجليزية)
- مويزي نغانغورا على موقع قاعدة بيانات الأفلام السويدية (السويدية)
- مويزي نغانغورا على موقع قاعدة بيانات الفيلم (الإنجليزية)
- مويزي نغانغورا على موقع كينوبويسك (الروسية)